# Say Something (canção de Timbaland)
"Say Something" é uma canção do cantor e produtor musical, Timbaland, para o seu terceiro álbum de estúdio Timbaland Presents Shock Value II. Conta com a participação vocal do cantor canadense Drake.

## Posições
| Top (2007)              | Melhor posição |
| ----------------------- | -------------- |
| EUA - Billboard Hot 100 | 23             |